# Gauge (actriz porno)
Gauge (Hot Springs, Arkansas, 24 de julio de 1980) es el nombre artístico de una estriper y actriz pornográfica estadounidense.

## Biografía
Su primera película porno la realizó a la edad de 19 años y su primera escena oficial fue con Ed Powers y con su exnovio Mojo en More Dirty Debutantes #129. Su primer trío lo realizó con Ed Powers en More Dirty Debutantes #137.
A semejanza de otras actrices porno, como Taylor Rain, Aurora Snow, Jenna Haze y Allie Sin, Gauge es bien conocida por sus escenas de sexo anal, sexo oral, faciales, creampies, dobles penetraciones, doble penetración anal, y ass-to-mouth. Es aclamada por sus extraordinarias escenas, que la alejan de las demás estrellas anales, ya que su especialidad es ser penetrada analmente mientras se encuentra cabeza abajo apoyada en sus manos. Muy a menudo, sus compañeros de reparto están muy bien dotados, para realzar el contraste entre ellos y ella.
Desafiando su pequeño tamaño, es muy curvilínea y físicamente muy bien proporcionada. A diferencia de la gran mayoría de actrices porno, no se ha realizado ninguna cirugía de realce de senos.
Gauge llamó la atención cuando casi muere por congestión alcohólica en abril de 2005 después de beber demasiado en un strip club en el cual ella se encontraba trabajando en Arkansas; El nivel de alcohol reportado fue de .4 (cuando el límite legal para conducir es de.08).
Gauge se casó el 14 de mayo del 2006 con un hombre de nombre Jason, del cual se divorció en 2008. Así mismo se informó en julio del 2008 que la actriz se encontraba viviendo en Arkansas en un lote de 28 hectáreas mientras continúa con sus estudios universitarios.

## Curiosidades
- Tiene tres tatuajes: uno con forma de gran sol con una M (en honor a su exnovio Mojo) en su espalda a la altura de los riñones, uno sobre su pie derecho, y otro en su nuca.
- Dice que escogió su nombre en referencia a la escopeta de calibre 12 (12-Gauge shotgun).
- Desde el 2005 estaba semirretirada y trabajaba como bailarina exótica en su estado natal de Arkansas. Se retiró definitivamente en 2007.
- Fue invitada a una charla en un show de la radio KSEX en Los Ángeles.

## Premios
- 2002 Premios XRCO - Mejor trío por Trained Teens (junto a Aurora Snow y Jules Jordan).